# Техническая поддержка
Техническая поддержка или техподдержка —  понятие, обобщающее собой и охватывающее множество услуг, посредством которых предприятия и организации обеспечивают помощь пользователям технологичных продуктов и услуг, например, таких, как мобильные и стационарные телефоны, телевизоры, компьютеры, программное обеспечение, а также других электронных и механических товаров и услуг.
В целом, техническая поддержка служит попыткам помочь конкретным пользователям решать возникающие конкретные проблемы с продуктом и его использованием, нежели задачи, связанные с обучением, индивидуальной настройкой или другими услугами поддержки.
Большинство компаний предлагают техническую поддержку к продуктам или услугам, которые они предоставляют и продают, и делают это либо бесплатно, либо за дополнительную плату. Техническая поддержка предоставляется, как правило, по телефону, через интернет, по электронной почте, через онлайн-сервисы поддержки на веб-сайте или через инструменты, посредством которых пользователи могут зарегистрировать заявку или создать инцидент и затем проследить их судьбу — историю состояний/этапов её или его решения. Большие организации часто имеют собственную, внутреннюю службу технической поддержки, которая помогает персоналу решать возникающие проблемы, носящие технический характер. Также хорошим источником бесплатной технической поддержки является интернет, где опытные пользователи на различных форумах и сайтах могут что-нибудь посоветовать или помочь в решении или поделиться своим опытом решения таких же или похожих проблем. Кроме того, некоторые компании предоставляют премиальную техническую поддержку за дополнительную плату.
Говоря о технической поддержке, могут иметь в виду и т. н. helpdesk — досл. с англ. «стол помощи», и service desk — досл. с англ. «стол услуги» и поддержку продукта или услуги, и поддержку клиента, и систему работы с инцидентами, заявками и проблемами.

## Концепции технической поддержки как услуги

### Поддержка по вызову (Call out)
Этот тип технической поддержки — достаточно общий для всей индустрии услуг. Он также известен как IT-поддержка «Временем и материалами» («Time and Materials» (T&M)). Концепция такого рода поддержки состоит в том, что клиенты платят за материалы, которые будут использованы при оказании технической поддержки, а также — техническому специалисту (за его время, которое он тратит на помощь, за знания и умения, которые он при этом применяет и т. п.).

### Техподдержка на определённый срок
Техподдержка на определённый срок — это концепция обеспечения поддержкой на определённый срок (количество времени поддержки, часов, дней, лет) по заранее определённой цене.

### Управляемые услуги
Концепция «управляемых услуг» предполагает, что компании будет предоставлен список заранее определённых услуг на постоянной основе по заранее определённой цене. В этот список могут быть включены такие услуги, как:
- круглосуточный мониторинг,
- круглосуточно-работающие «информационные службы» или «Help Desk»/Service Desk,
- помощь, оказываемую «на месте» возникновения проблемы, подразумевающую выход технического специалиста, в том случае, когда удалённо проблема не может быть решена,
- дополнительные услуги, например, резервное копирование и предоставление резервных каналов связи, аварийное восстановление, и др.

### Краудсорсинг как модель организации технической поддержки
Многие компании и организации, например, такие как Apple и Mozilla предоставляют дискуссионные площадки в интернете пользователям своих продуктов; организация таких форумов позволяет компаниям сократить свои расходы на осуществление технической поддержки без потери выгоды, получаемой от обратной связи. Кроме того, в интернете много независимых веб-сайтов, посвящённых обсуждениям пользователями продуктов и услуг.

### Методология организации службы технической поддержки
Служба технической поддержки на каждом предприятии может быть построена разнообразными способами (имеется в виду реализации процессов поддержки). Существует несколько моделей службы поддержки, например: централизованная, локальная, виртуальная — с единым телефонным центром и т. д. Служба технической поддержки может быть организована как в целях обслужить внешних клиентов (аутсорсинг обслуживания компьютеров и т. п.), так и внутренних (подразделение ИТ-департамента на крупных предприятиях).
В описании концепции ITIL, построенной на процессном подходе, Service Desk является единой точкой контакта для пользователей ИТ-Услуг. Это исключение сделано ввиду большой важности подразделения техподдержки и при внедрении практическом использовании современных ИТ-подходов и методик.
Правильно организованная техподдержка (Service Desk) всегда начинается с регистрации всех обращений конечных пользователей, служит единой точкой для общения пользователя с ИТ-службой. Наиболее популярные решения по практической организации техподдержки часто строятся на базе Call-center (простые пользователи иногда их даже отождествляют). Он является начальной точкой контактов конечных пользователей со службой техподдержки и служит источником информации об их фактической удовлетворенности уровнем сервиса, что дополняет информацию о технических параметрах качества обслуживания компании-клиента (внешнего или внутреннего).
На больших предприятиях или в крупных компаниях-аутсорсерах служба технической поддержки часто организована по следующему многоуровневому принципу:
- Пользователь — обращается с вопросом в службу поддержки по телефону или с помощью электронной заявки (электронная почта, или специальные сервисы подачи заявок).
- Оператор (1-я линия поддержки, Call-center) — регистрирует обращение, при возможности помогает пользователю самостоятельно, либо эскалирует (передаёт и контролирует выполнение) заявку на вторую линию поддержки.
- Вторая линия поддержки — получает заявки от первой линии, работает по ним, при необходимости привлекая к решению проблемы специалистов из смежных отделов (например, системные администраторы, поддержка POS-терминалов, поддержка специального ПО, поддержка специального оборудования, администраторы биллинговой системы и т. д.).

## Аутсорсинг технической поддержки
Увеличение использования технологий в современности приводит к росту требований к обеспечению технической поддержки. Многие организации размещают департаменты своих технических поддержек или такие их части как колл-центры в странах или регионах, где осуществление их деятельности требует меньших затрат. Кроме того, увеличивается количество компаний, специализирующихся на обеспечении технической поддержки, предоставляемой другим организациям. В такой своей разновидности — техническая поддержка выступает в близком значении консалтинговых услуг.
Аутсорсинг позволяет обеспечить высокую доступность услуг технической поддержки.
Нередко компании используют так называемую локальную стратегию аутсорсинга технической поддержки, хотя эта стратегия предполагает большие затраты, чем аутсорсинг в менее дорогих местах и странах, так как беспокоятся о размещении своих данных и их возможных утечках.
В то же время аутсорсинг услуг техподдержки может приводить к мошенничеству: крупная компания удалённой технической поддержки iYogi стала фигурантом нескольких судебных исков.

## Многоуровневая структура технической поддержки
Техническая поддержка часто подразделяется на уровни с целью улучшить обслуживание организации или базы клиентов. Количество уровней определяется потребностями и желаниями бизнеса или же ставится в зависимость от возможностей эффективно помочь клиентам или пользователям.
Успешность организационной структуры технической поддержки связана с пониманием техническими специалистами своих зон ответственности и обязанностей, времени, в течение которого эти обязательства перед клиентами исполняются, а также от особенностей эскалирования проблемы между уровнями технической поддержки. Как правило, типичная структура технической поддержки предполагает наличие трёх уровней/линий (1, 2 и 3), хотя возможно и другое их количество.

### Уровень/Линия 0
Иногда к структуре техподдержки относят пред-поддержку, самообслуживание или нулевой уровень. Такой подход предполагает, что клиент может попробовать самостоятельно классифицировать и решить проблему, используя типовые инструкции, базы знаний или интерактивных помощников, подготовленных организацией или специалистами техподдержки специально для этих целей. Хорошая организация материалов и инструментов самообслуживания на этом уровне может значительно снизить количество обращений, поступающих на первую линию.

### Уровень/Линия 1
Это начальный уровень поддержки, ответственный за основу/базу проблем клиентов. Первоначальной задачей специалиста техподдержки первого уровня является сбор информации о клиенте и определение и локализация клиентской проблемы, которая осуществляется посредством анализа симптомов и выяснения стоящих за ними проблем.
Этот уровень поддержки должен получить и собрать как можно больше информации от конечного пользователя. Эта информация записывается в системе отслеживания или системе логирования проблем.
После идентификации основных проблем специалист первого уровня поддержки может начать перебирать возможные и предлагать уже заранее известные решения, опираясь на опыт решения типичных проблем. Персонал на этом уровне располагает только основным общим пониманием продукта или услуги и может не обладать необходимыми компетенциями или инструментами, необходимыми для решения более сложных проблем. Тем не менее целью этой группы поддержки является обработка 70-80 % проблем пользователей, или же обнаружение необходимости эскалировать проблему на более высокий уровень технической поддержки.
В целом ряде индустрий (таких как, банковский сектор, кредитные карты, мобильная телефония и др.), первый уровень осуществляет техническую поддержку посредством обработки звонков, поступающих в call-центр, или по другим каналам коммуникации с клиентами. Первый уровень технической поддержки, как правило, выступает как «первоначальная воронка», уменьшающая количество проблем, разрешая и отсекая самые простые, и при необходимости — создавая инциденты/проблемы, с которыми уже могут иметь дело другие уровни технической поддержки. В некоторых индустриях, поддержка первой линии осуществляет в первую очередь предоставление информации о продуктах, услугах и условиях их предоставления, нежели предполагает работы с технической информацией как таковой (ритейл/оптовые продажи, и др.). Большинство провайдеров интернет-услуг предлагают только одноуровневую техподдержку.

### Уровень/Линия 2
Это уровень более углублённой технической поддержки, и стоит дороже, так как технические специалисты должны быть более опытными и более знающими и разбирающимися в конкретном продукте или услуге. Как правило — это административный уровень или линия поддержки, предполагающий обращение к более сложным техническим и аналитическим методам решения проблем (т. н. «траблшутинга»). Технические специалисты этой линии, как правило, ответственны за оказание помощи работнику первой линии поддержки в решении основных технических проблем, а также за рассмотрение проблем и поиск и обобщение опыта решения более сложных проблем.
Если проблема является новой и/или специалисты технической поддержки этого уровня не могут определить возможные решения проблемы, они должны эскалировать проблему третьему уровню технической поддержки.
Кроме того, многие компании могут определять задачи для второго и последующих уровней технической поддержки, ограничивая их зону ответственности, например, конкретным сегментом услуг или оборудования.

### Уровень/Линия 3
Это наивысший уровень технической поддержки в трёхуровневой модели этой деятельности, и специалисты этого уровня ответственны за решение наиболее сложных проблем. Как правило специалисты этого уровня технической поддержки ответственны не только за помощь специалистам предыдущих уровней поддержки, но и за исследования и развитие решений для новых, появляющихся, неизвестных ранее проблем.
Кроме того, иногда проблемы находятся вне компетенций технической поддержки, а например, локализуются в стороннем оборудовании, используемом компанией. Тогда техническая поддержка третьего уровня или же специализированный отдел обращается к поставщику, или к первичным разработчикам для углубленного анализа и конструирования решений.

### Уровень/Линия 4
Иногда рассматривают четвёртый уровень технической поддержки, деятельность на котором состоит в эскалации проблемы за пределы организации. Как правило, это проблемы с аппаратной или программной частью. В корпоративных системах управления инцидентами важно продолжать отслеживать инциденты и их судьбу, даже если их рассмотрение находится на рассмотрении у поставщиков, для чего прибегают к Соглашению об уровне услуг (Service Level Agreement (SLA)). В организациях четвёртый уровень технической поддержки может быть представлен отделом «Исследований и развития».

## Используемый сленг
В техподдержке сложился свой понятийный аппарат, и более того — культура технической поддержки, которые поддерживаются и развиваются в рамках технических поддержек и call-центров как социальных и организационных единиц. В речи технических специалистов много сленговых слов, которые как правило — слабопереведённые термины английского языка.
Например, траблы (от англ. trouble – беда) или трабл тикеты (также известны как тт или ттшка; от англ. trouble ticket) — заявки и «проблемы» как структурные единицы, в форме которых, как правило, происходит работа над возникшими у клиента проблемами и их учёт, как инцидентов.
Траблшутинг (англ. troubleshooting) — устранение неполадок, работа над траблом.